# Asota ternatensis
Asota ternatensis är en fjärilsart som beskrevs av Rothschild 1897. Asota ternatensis ingår i släktet Asota och familjen nattflyn. Inga underarter finns listade i Catalogue of Life.